# Eois aberrans
Eois aberrans là một loài bướm đêm trong họ Geometridae.